# Kenneth Zohore
Albin Kenneth Dahrup Zohore (Koppenhága, 1994. január 31. –) dán korosztályos válogatott labdarúgó, aki jelenleg a West Bromwich Albion csatára. 2010. március 7-én debütált, mikor a 73. percben César Santin helyére bejött csereként az 5-0-ra megnyert mérkőzésen, így ő lett a valaha volt legfiatalabb játékos (16 év, 35 nap), aki szerepelt a Dán I. osztályban.

## Sikerei, díjai
FC København
- Dán bajnok: 2009–10, 2010–11